# Aedes trichurus
Aedes trichurus är en tvåvingeart som beskrevs av Dyar 1904. Aedes trichurus ingår i släktet Aedes och familjen stickmyggor.
Artens utbredningsområde är British Columbia. Inga underarter finns listade i Catalogue of Life.